# Остальцев, Василий Николаевич
Василий Николаевич Остальцев (24 декабря 1882, Елабуга — ?) — работник кооперации в период Российской империи начала XX века и в советские годы, первый председатель Правления Закупсбыта.

## Биография
Родился 24 декабря 1882 года в Елабуге Вятской губернии. Его родители с родственниками в летнее время промышляли рыбной ловлей на реке Каме, а в зимний период работали на частных предпринимателей. Со смертью родителей Остальцев жил на попечении у своего дяди, также занимавшегося рыболовством, и помогал ему в летний сезон. Получил образование в начальной земской школе. В 1894 году был отправлен мальчиком в частную компанию города Сарапуль.
В 1902 году приехал в Томск, где устроился приказчиком мануфактурного отдела товарищества Второва. С конца 1904 года призван в армию (писарь при Томской команде), но оставил службу из-за болезни и вернулся к прежней работе, с которой был уволен в 1906 году за причастность к созданию профсоюза торгово-промышленных служащих. В 1906—1909 год — сотрудник частных фирм Томска, Тюкалинска и Мариинска. В последнем был учредителем первого общества потребителей, ставшего в будущем центром потребкооперации Мариинского уезда и эволюционировавшего в союз кооперативов.
С 1910 года жил в Барнауле, работал на общество потребителей «Труженик». С 1911 года занимал должность инструктора (а затем и заведующего) курганского Союза сибирских маслодельных артелей, откуда ушёл в середине 1914 года вместе с 11 работниками после разногласий с руководством, после чего вошёл в состав Правления Алтайского союза кооператоров в Барнауле.
В 1916 году в Новониколаевске в ходе организационного собрания Союза сибирских кооперативных союзов Закупсбыт был избран председателем его Правления, в котором работал до перехода Сибири в советское управление.
С ликвидацией Закупсбыта состоял в коллегии распорядителей Сибирского отделения Центросоюза, которая в 1920 году направила его особоуполномоченным СОЦ на восток для завершения слияния Закупсбыта с Центросоюзом. Затем выполнял поручение кооперации по исследованию рынков США и европейских стран. После вернулся в Новониколаевск, трудился в Сибкрайсоюзе.
В 1924—1925 годах — сотрудник Московской конторы Сибкрайсоюза (помощник управляющего конторой, позднее — член Правления). В период своей деятельности в Москве по договорённости с Правлением Сибкрайсоюза отправился за границу в интересах Наркомвнешторга и Центросоюза.
Во второй половине 1925 года возвратился в Новониколаевск, был служащим торгового отдела Сибкрайсоюза. Дальнейшая судьба неизвестна.
В черновых материалах Сибирской советской энциклопедии назван противником большевизма времён Гражданской войны.